# Palazzo del Viminale
El Palazzo del Viminale es un palacio histórico situado en la ciudad de Roma, sede desde 1925 de la Presidencia del Consejo de Ministros y del Ministerio del Interior de Italia; en 1961 la Presidencia del Consejo de Ministros se trasladó al Palazzo Chigi y el edificio pasó a ser solo sede del ministerio.

## Historia
El palacio está situado en la colina del Viminal, en el rione Monti y se construyó por vountad del presidente Giovanni Giolitti como centro neurálgico del poder ejecutivo italiano (en la época los cargos de Presidente del Consejo y Ministro del Interior eran ocupados por la misma persona).
En 1911 se encargó al arquitecto Manfredo Manfredi que lo diseñara con el objetivo de que albergara funciones institucionales. Fue inaugurado oficialmente el 9 de julio de 1925.

## Distribución
El Palazzo del Viminale tiene cinco plantas y centenares de habitaciones, unidas por una serie de itinerarios laberínticos. Son dignos de mención la imponente entrada con tres arcos del Palazzo della Presidenza, la escalera de honor del Palazzo degli Uffici, la sala del Consejo de Ministros y el salón de entrada a la escalera en el piano nobile, con decoraciones en madera, mármol y estuco.
Las oficinas de representación del ministro están situadas en un anexo lateral que se aleja del principal hacia el este mediante una pasadizo elevado con un arco.
Los jardines están elevados, limitan en terraplén con las calles que lo rodean, elevándose del nivel de la calle por varios metros.
Los jardines traseros dividen el anexo principal de las dependencias en forma de villa. Casi frente a la fachada posterior se encuentra el palacete que fue sede del Regio Istituto di Fisica en el que Enrico Fermi realizó sus experimentos de física nuclear junto a los chicos de la Via Panisperna (llamados así porque el palacete está más cerca de la Via Panisperna). Este palacete albergaba también el Regio Istituto di Chimica.
El palacio principal contiene varias bibliotecas:
- la Biblioteca Centrale al Viminale ("Biblioteca Central del Viminal")
- la Biblioteca della Direzione Centrale per l'Amministrazione del Fondo Edifici di Culto ("Biblioteca de la Dirección Central de Administración del Fondo Edificios de Culto")
- la Biblioteca della Scuola Superiore dell'Amministrazione dell'Interno  ("Biblioteca de la Escuela Superior de la Administración del Interior")
- la Biblioteca della Direzione Centrale per la Documentazione e la statistica ("Biblioteca de la Dirección Central de Documentación y Estadística")

En su interior contiene también oficinas bancarias y postales, varios bares y otros servicios.